# Apianus (cráter)

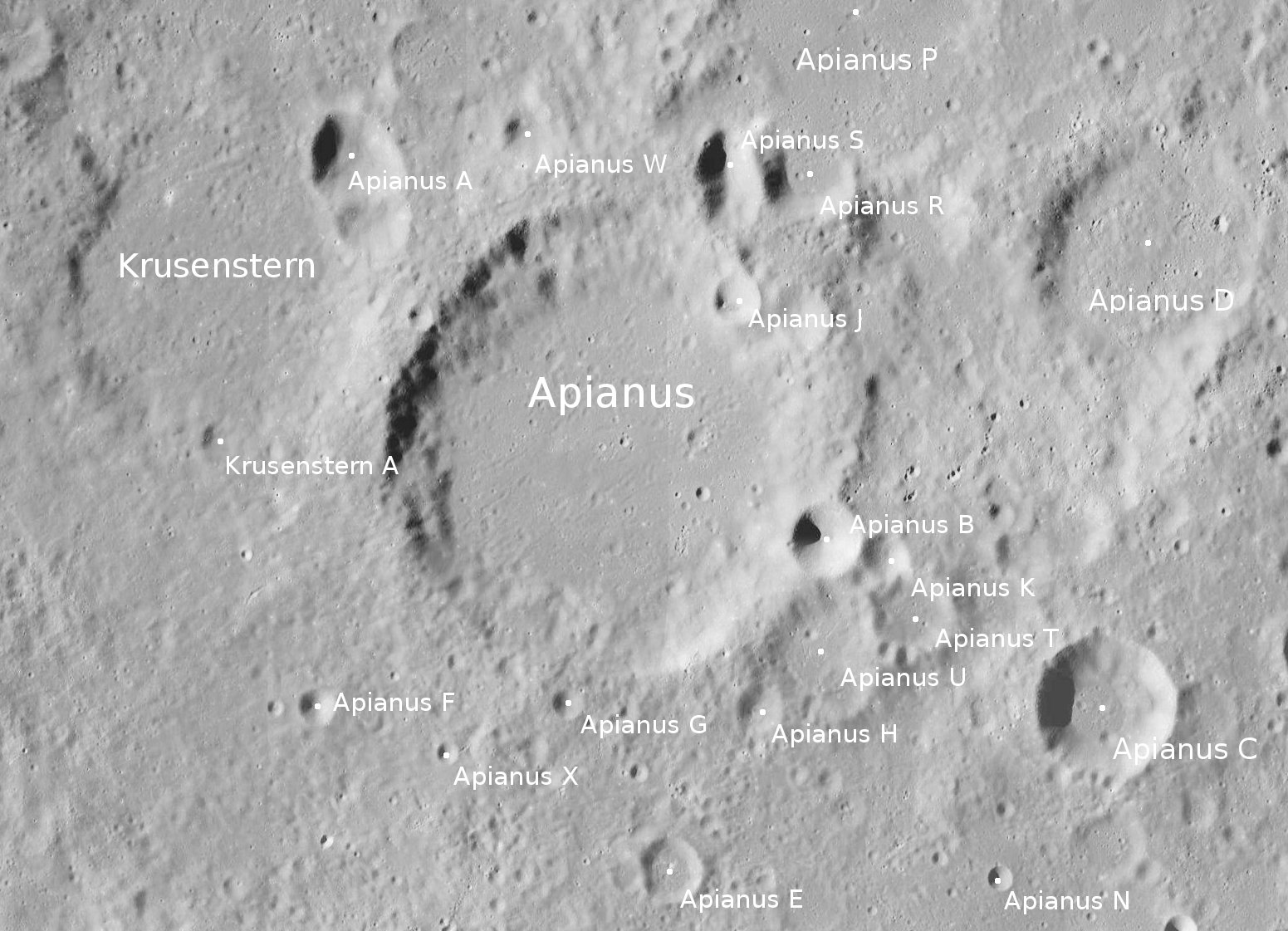
Fotografía de la misión Lunar Reconnaissance Orbiter

Apianus es un cráter de impacto lunar que se encuentra en las escarpadas tierras altas del centro-sur de la Luna. Se halla al noreste del cráter Aliacensis, y al noroeste de Poisson. El cráter Krusenstern, muy desgastado, se haya junto al borde oeste-noroeste.

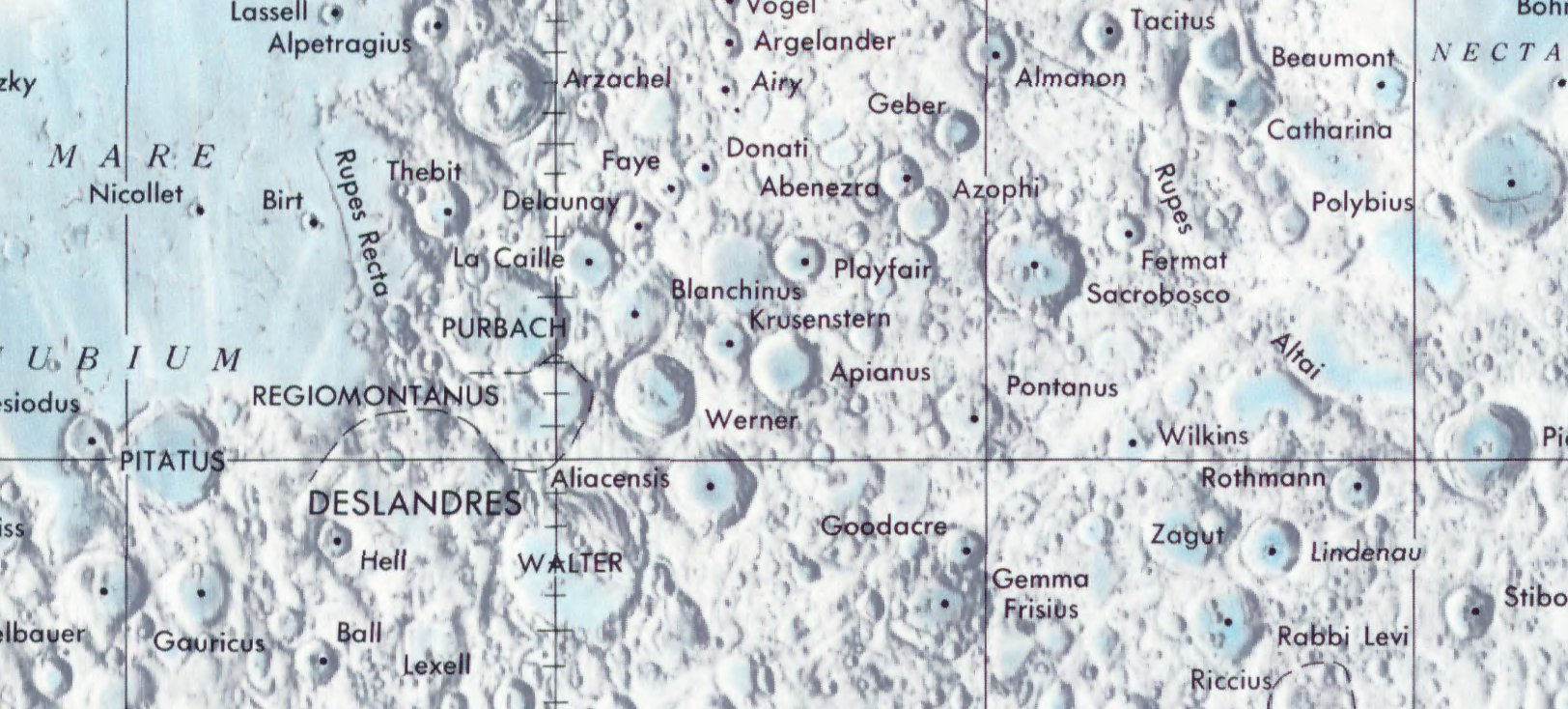
Localización de Apianus (centro de la imagen)

La pared exterior del cráter se ha desgastado y erosionado por impactos posteriores, y un par de pequeños cráteres se superponen al borde de Apianus hacia el sureste y noreste. El cráter central tiene 63 kilómetros de diámetro y 2.080 metros de profundidad. El cráter satélite en el borde sureste Apianus B, es un miembro de un grupo de cráteres unidos que incluye a Apianus T y U. El suelo interior del cráter central Apianus es relativamente liso y carece de un pico central, aunque la superficie aparece algo convexa. Solo unos pocos cráteres minúsculos marcan la superficie.
Un buen número de otros cráteres cercanos pertenecen a Apianus.
El cráter es de la época nectárica (de hace entre 3,92 a 3,85 miles de millones de años).
Apianus se llama así por el matemático y astrónomo alemán del siglo XVI Petrus Apianus. El nombre se aplica como norma internacional oficial desde 1935, siendo registrado por la Unión Astronómica Internacional (UAI).

## Cráteres satélite
Por convención estos elementos son identificados en los mapas lunares poniendo la letra en el lado del punto medio del cráter que está más cerca de Apianus.
| \| Apianus \| Coordenadas \| Diámetro \| \| ------- \| ----------------------------- \| -------- \| \| A \| 25°42′S 6°36′E / -25.7, 6.6 \| 14 km \| \| B \| 27°24′S 9°00′E / -27.4, 9.0 \| 10 km \| \| C \| 28°06′S 10°30′E / -28.1, 10.5 \| 20 km \| \| D \| 26°06′S 10°42′E / -26.1, 10.7 \| 35 km \| \| E \| 28°48′S 8°12′E / -28.8, 8.2 \| 9 km \| \| F \| 28°06′S 6°24′E / -28.1, 6.4 \| 6 km \| \| G \| 28°06′S 7°42′E / -28.1, 7.7 \| 5 km \| \| H \| 28°06′S 8°42′E / -28.1, 8.7 \| 7 km \| \| J \| 26°18′S 8°36′E / -26.3, 8.6 \| 7 km \| \| K \| 27°24′S 9°18′E / -27.4, 9.3 \| 7 km \| \| L \| 29°06′S 10°54′E / -29.1, 10.9 \| 5 km \| \| M \| 24°42′S 10°18′E / -24.7, 10.3 \| 7 km \| \| N \| 28°48′S 9°54′E / -28.8, 9.9 \| 4 km \| \| P \| 25°12′S 9°12′E / -25.2, 9.2 \| 40 km \| \| R \| 25°42′S 8°54′E / -25.7, 8.9 \| 13 km \| \| S \| 25°36′S 8°30′E / -25.6, 8.5 \| 8 km \| \| T \| 27°42′S 9°30′E / -27.7, 9.5 \| 12 km \| \| U \| 27°54′S 9°00′E / -27.9, 9.0 \| 16 km \| \| V \| 25°18′S 10°30′E / -25.3, 10.5 \| 3 km \| \| W \| 25°30′S 7°24′E / -25.5, 7.4 \| 9 km \| \| X \| 28°18′S 7°06′E / -28.3, 7.1 \| 3 km \| |                               |          |
| Apianus | Coordenadas                   | Diámetro |
| A | 25°42′S 6°36′E / -25.7, 6.6   | 14 km    |
| B | 27°24′S 9°00′E / -27.4, 9.0   | 10 km    |
| C | 28°06′S 10°30′E / -28.1, 10.5 | 20 km    |
| D | 26°06′S 10°42′E / -26.1, 10.7 | 35 km    |
| E | 28°48′S 8°12′E / -28.8, 8.2   | 9 km     |
| F | 28°06′S 6°24′E / -28.1, 6.4   | 6 km     |
| G | 28°06′S 7°42′E / -28.1, 7.7   | 5 km     |
| H | 28°06′S 8°42′E / -28.1, 8.7   | 7 km     |
| J | 26°18′S 8°36′E / -26.3, 8.6   | 7 km     |
| K | 27°24′S 9°18′E / -27.4, 9.3   | 7 km     |
| L | 29°06′S 10°54′E / -29.1, 10.9 | 5 km     |
| M | 24°42′S 10°18′E / -24.7, 10.3 | 7 km     |
| N | 28°48′S 9°54′E / -28.8, 9.9   | 4 km     |
| P | 25°12′S 9°12′E / -25.2, 9.2   | 40 km    |
| R | 25°42′S 8°54′E / -25.7, 8.9   | 13 km    |
| S | 25°36′S 8°30′E / -25.6, 8.5   | 8 km     |
| T | 27°42′S 9°30′E / -27.7, 9.5   | 12 km    |
| U | 27°54′S 9°00′E / -27.9, 9.0   | 16 km    |
| V | 25°18′S 10°30′E / -25.3, 10.5 | 3 km     |
| W | 25°30′S 7°24′E / -25.5, 7.4   | 9 km     |
| X | 28°18′S 7°06′E / -28.3, 7.1   | 3 km     |